# Тоя кущиста
Тоя кущиста, або аконіт кущистий (Aconitum eulophum) — рідкісна трав'яниста рослина. Належить до родини жовтецеві. Реліктовий вид.

## Екологія
Росте в лісах, на узліссях, серед чагарників.

## Ареал
Поширена в Україні у долинах Дністра та Південного Бугу, виявлена в Молдові.

## Охорона
Входить до Червоних списків рослин Вінницької, Івано-Франківської, Миколаївської, Тернопільської і Хмельницької областей.
Перебуває під охороною в заповіднику «Медобори».

## Систематика
У сучасній систематиці розглядається як синонім аконітау протиотруйного (Aconitum anthora).